# Čemernica (Chorwacja)
Čemernica – wieś w Chorwacji, w żupanii virowiticko-podrawskiej, w mieście Virovitica. W 2011 roku liczyła 653 mieszkańców.